# ГЕС T’aep’enmang
ГЕС T'aep'enmang — гідроелектростанція на кордоні Північної Кореї та Китаю. Знаходячись нижче ГЕС Супун, становить нижній ступінь каскаду на річці Ялуцзян, яка тече на межі двох названих вище країн до впадіння у Жовте море.
У межах проєкту річку перекрили бетонною гравітаційною греблею висотою 32 метри та довжиною 1185 метрів. Пригреблевий машинний зал обладнали чотирма турбінами типу Каплан — двома по 50 МВт (належать китайській стороні) та двома по 45 МВт (працюють на КНДР), які забезпечують виробництво 720 млн кВт·год електроенергії на рік.